# Саусти
Са́усти (эст. Sausti) — деревня в волости Кийли уезда Харьюмаа, Эстония.

## География и описание
Расположена на расстоянии 8 километров к югу от Таллина. Высота над уровнем моря — 48 метров.
Климат умеренный. Официальный язык — эстонский. Почтовый индекс — 75415.

## Население
По данным переписи населения 2021 года, в Саусти насчитывалось 183 жителя, из них 168 (91,8 %) — эстонцы.
По данным переписи населения 2011 года, число жителей деревне составило 161 человек, из них 151 (93,8 %) — эстонцы.
Численность населения деревни Саусти по данным переписей населения:
| Год  | 1959 | 1970 | 1979  | 1989 | 2000 | 2011  | 2021  |
| ---- | ---- | ---- | ----- | ---- | ---- | ----- | ----- |
| Чел. | 65   | ↘ 38 | ↗ 121 | ↘ 66 | ↗ 93 | ↗ 161 | ↗ 183 |

## История
Деревня впервые упомянута в Датской поземельной книге 1241 года (Sauthæl), в 1339 году упоминается Saudele, в 1479 году — Sauwess, в 1586 году — Sawisz. В 1453 году упоминается мыза Саус (Sauß).
Деревня исчезла к концу XV века.
В 1913 году упоминается селение Грос-Саусс (Гросъ-Сауссъ).
В 1920—1930-х годах, после земельной реформы, на землях мызы Грос-Саус (нем. Groß-Sauß, Саусти, эст. Sausti mõis) возникло поселение, получившее официальное название деревня Мяэ (эст. Mäe), в 1977 году она была переименована в Саусти.
В советское время земли деревни относились к колхозу «Рахва Выйт» (эст. «Rahva Võit»). В переписях населения 1959 и 1970 годов деревня записана как Саусти-Ныммкюла (эст. Sausti-Nõmmküla).

## Происхождение топонима
Исследователь финских диалектов и прибалтийско-финских языков Лаури Кеттунен связывает название Саусти с финским топонимом Саво (фин. Savo), который, по его мнению, произошёл от личного имени Савой (Savoi).

## Cм. также
- Грос-Саус (мыза Саусти)